# Český černopesíkatý
Český černopesíkatý (Ččp) je české národní plemeno králíka, které vyšlechtil v roce 1974 František Provazník z Holic. Uznané bylo v roce 1976. Patří mezi malá plemena, s hmotností 2,00–3,25 kg. Barva srsti je bílá se šedopopelavým nádechem. Zbarvením má připomínat polární lišku.
Pro chovatele tohoto plemene je ustaven speciální klub, jenž v současnosti sdružuje 16 chovatelů tohoto plemene.[kdy?] Celkově je český černopesíkatý v ČR chován asi ve 30 chovech. V genových zdrojích vyhlášených ministerstvem zemědělství je evidováno méně než 100 chovných kusů, které splňují podmínky pro zařazení.

## Historie plemene
- 1936 – První zmínka o bílém králíku s hnědým okem pochází z pera prof. Hanse Nachtsheima, vedoucího výzkumného ústavu v Berlíně-Dahlemu.[3][4]
- 1968 – Nachtsheimova návrhu se chopil vedoucí výzkumného ústavu v Celle pan Niehaus. Za pomoci jednoho samce novozélandského červeného (Nč) a pěti samic činčily velké (Čv) a následně opačného křížení (samec Čv a pět samic Nč) byli získáni jedinci F1 generace, všichni fenotypově i genotypově shodní, divokého zbarvení. Jejich vzájemným křížením se získali jedinci F2 generace. Mezi nimi se již vyskytla bílá mláďata, ale dvě ze tří v prvních vrzích byla albíni. Překvapením bylo, že zbylé bílé mládě mělo černé konečky pesíků, o kterých nebyla nikde ani zmínka. Po ukončení pokusu, při kterém bylo získáno přes sto kusů bílých králíků s hnědým okem o různé intenzitě tmavého pesíkování, byl celý pokusný chov zrušen.[3][pozn. 1]
- 1971 – Na základě publikace pana Niehause uvedl v časopise Chovatel č.7/1971 Ing. Jaroslav Fingerland pobídku k vyšlechtění králíka českého černopesíkatého (Ččp). Toho se chytil posuzovatel králíků František Provazník z Holic v Čechách. Chov započal se samcem a samicí činčily malé a stejným počtem stříbřitých malých.[5][pozn. 2] Na základě článku pana Niehause započali se šlechtěním černopesíkatého králíka také v NDR pod vedením A. Frankeho. Za rodičovská plemena vybrali činčilu malou a saského zlatého (obdobný s českým červeným).[3]

- 1974 – Pan Provazník poprvé předvedl výsledky své práce na celostátní výstavě mladých králíků v Hlinsku ve dnech 23. – 25. srpna 1974. Šlo o kolekci čtyř kusů.
- 1975 – Ing. Fingerland (předseda sboru posuzovatelů) publikoval v časopise Chovatel návrh na standard českého černopesíkatého.
- 1976 – Český černopesíkatý byl uznán a zařazen do vzorníku plemen králíků ČSSR.
- 1980 – Český černopesíkatý byl zařazen do vzorníku plemen králíků socialistických zemí.
- 1984 – 25. prosince 1984 zemřel ve věku 75 let František Provazník z Holic, posuzovatel králíků a šlechtitel Ččp.
- 1987 – Vznikl klub chovatelů králíků moravských bílých hnědookých a českých černopesíkatých v Rajhradě u Brna za přítomnosti 29 zakládajících členů, z čehož 13 bylo chovateli Ččp.
- 1991 – Králík černopesíkatého zbarvení uznán společným německým vzorníkem.
- 1995 – Z iniciativy německých chovatelů byl černopesíkatý králík zařazen do evropského vzorníku, dle předlohy německých chovatelů a pod názvem „Černopesíkatý (Schwarzgrannen)“.
- 1998 – První evropská výstava na níž byli černopesíkatí předvedeni byla EV pořádaná v Brně. Zde získal titul EV šampion na české černopesíkaté Karel Vokurka.
- 1999 – V Německu šlechtěn a předveden černopesíkatý rex Erichem Fischerem. Dnes je tento barevný ráz v SRN chován ve 14 chovech.[kdy?] V Česku se mu této doby věnoval jediný chovatel, Pavel Hrubeš.[zdroj?]
- 2001 – Do nového německého vzorníku byl přidán barevný ráz černopesíkatý pro zakrslé a malé berany.[6]
- 2008 – V Německu uznán barevný ráz černopesíkatý u zakrslých beranů.[rozpor] Mimoto se objevuje toto zbarvení i u beranů francouzských.[zdroj?]